# Céphalosporine

Noyau de base des céphalosporines

Les céphalosporines sont une classe d'antibiotiques β-lactamines. Avec les céphamycines, ils forment le sous-groupe des céphems.

## Historique
Les céphalosporines ont été isolées de cultures de Cephalosporium acremonium (en) issues d'égouts de Cagliari en Sardaigne en 1948 par le scientifique italien Giuseppe Brotzu. Il a remarqué que ces cultures produisaient des substances agissant sur Salmonella typhi, l'agent responsable de la fièvre typhoïde. Les chercheurs de la Sir William Dunn School of Pathology (en) de l'université d'Oxford ont isolé la céphalosporine C. Le noyau de céphalosporine, l'acide 7-aminocéphalosporanique (7-ACA), est dérivé de la céphalosporine C, et est proche du noyau pénicilline, l'acide 6-aminopenicillanique (6-APA), la différence résidant dans l'hétérocycle thioazoté, fusionné avec le bêta-lactame, à six atomes (thiazine) pour les céphalosporines et à cinq atomes (thiazolidine) pour les pénicillines. Les modifications des chaines latérales de 7-ACA ont conduit au développement d'agents antibiotiques utiles, et le premier dérivé cephalothin (cefalotin) a été commercialisé par Eli Lilly en 1964.

## Mode d'action
Les céphalosporines inhibent l'élaboration de la paroi bactérienne, en interférant avec la synthèse du peptidoglycane ou muréine, par un mécanisme d'inhibition compétitif des transpeptidases extra-cytoplasmiques,.

## Générations
Le noyau des céphalosporines peut être modifié pour acquérir diverses propriétés.
Plage d'action des différentes générations de céphalosporines sur différents types de bactéries
```
GRAM POS.
 <=======================> 
GRAM NEG.

    <= Céphalo 
1
re
 gen.=>
                 <= Céphalo 
2
e
 gen =>.   
                        <======= Céphalo 
3
e
 gen.======>
  <========== Céphalo 
4
e
 gen.===============>
```

### Céphalosporines de première génération
- Céfacetrile (céphacetrile)

Structure des céphalosporines de première génération

- Céfadroxil (céfadroxyl ; Duricef, Oracéfal)
- Céfalexine (céphalexine ; Keflex, Keforal, Unilexin)
- Céfaloglycin (céphaloglycin)
- Céfalonium (céphalonium)
- Céfaloridine (céphaloradine)
- Céfalotine (céphalothine ; Keflin)
- Céfapirine (céphapirine ; Cefadryl)
- Céfazoline (céphazoline ; Ancef, Kefzol)
- Céfradine (céphradine ; Velosef)
- Céfaclor (Alfatil, Ceclor)
- Céfatrizine
- Céfazaflure
- Céfazédone
- Céfroxadine
- Céftézole

### Céphalosporines de deuxième génération
- Céfamandole
- Céfotétan (Cefotan)
- Céfoxitine (Mofexil)
- Céfuroxime axétil (Zinnat) ou sodique (Ceftin)
- Cefprozil (Cefzil)
- Céfonicid
- Céforanid

### Céphalosporines de troisième génération
Elles sont caractérisées par la substitution du groupe méthoxyl- par un hémigroupe diméthylacétate, qu'il remplace auprès du groupe imine, ce qui a pour effet d'augmenter l'activité antibiotique contre Pseudomonas aeruginosa, mais de diminuer celle contre les staphylocoques. Certaines peuvent s'administrer per os et d'autres par voie intraveineuse. 
C3G orales :
- Cefixime (Oroken)
- Cefpodoxime proxétil (Orelox)
- Cefotiam hexétil (Texodil, Taketiam)

C3G injectables :
- Cefotaxime (Claforan)
- Ceftazidime (Fortum)
- Ceftriaxone (Rocephine)
- Ceftolozane tazobactam (Zerbaxa)
- Cefdinir (Cefzon)

### Céphalosporines de quatrième génération
- Céfépime (Axépim)
- Cefpirome (Cefrom)

### Céphalosporines de cinquième génération
Elles sont caractérisées par leur activité sur le staphylocoque aureus résistant à la méthicilline (SARM) 
- Ceftaroline
- Ceftobiprole

### Céphalosporines de sixième génération
Le Céfidérocol est un antibiotique de dernier recours réservé aux patients atteints d’infections à bactéries à Gram négatif multirésistantes (notamment en cas d’entérobactéries et Pseudomonas aeruginosa, avec un mécanisme de résistance de type KPC, oxacillinase ou métallo-β-lactamases [NDM, VIM, IMP]), à l’exception d’Acinetobacter baumannii et Stenotrophomonas maltophilia.

## Tableau d'efficacité
Les céphalosporines de 1re génération (C1G) sont actives sur les cocci gram positif (streptocoques et staphylocoques  méti-S), quelques entérobactéries (E. coli, Proteus Mirabilis, Klebsiella). Elles sont utilisées dans l'angine streptococcique, dans les épisodes d'exacerbations de bronchite chronique, et d'antibioprophylaxie en chirurgie (forme injectable) .
Notons que l'activité anti Gram+ est moins bonne que celle des pénicillines. La demi-vie est courte 1/2h à 1h30, la diffusion dans les poumons et l'élimination est urinaire.
Les céphalosporines de 2e génération (C2G) sont actives sur les Cocci gram + (streptocoques et staphylocoques  méti-S), quelques entérobactéries (E. coli, Proteus Mirabilis, Klebsiella). Au total, le gain d'activité sur les entérocoques par rapport aux C1G est faible. Elles sont utilisées dans les infections de la sphère ORL : otite moyenne aiguë, sinusite aiguë, angine récidivante, dans les épisodes d'exacerbations de bronchite chronique.
Les céfamycines sont des apparentées des C2G. Elles sont actives sur les anaérobies strictes comme bactéroïdes, les entérobactéries BLSE (E.cloacae, Klebsiella BLSE) et ont comme indications potentielles les infections abdominales, et les BLSE.
Voici un tableau d'efficacité potentiel des céphalosporine de 3e génération (C3G).
Légende :
- spectre utile ;
- non couvert ;
- intermédiaire / résistance fréquente ;
- CG+ : Cocci gram + ;
- BGN : bacilles gram négatif ;
- BG+ : Bacilles gram +.

### C3G efficacité - Bactéries aérobies
L'information du spectre d'efficacité de l'antibiotique est à titre indicatif (en particulier pour les étudiants en médecine), si vous devez prescrire des antibiotiques, veuillez vous référer aux recommandations officielles.
|          | Gram + | Gram - |
| Cocci    | Staphylocoque (coccis en amas) : - à coagulase neg - aureus Streptocoque (cocci en chainettes) : - pyogenes du groupe A, pneumoniae - autres streptocoques : groupe D (bovis)... Enterocoques : (diplocoques) enterococcus fecalis (ressemblent aux streptocoques) | Nesseria (2 principaux cocci gram -) - meningitidis (meningocoque) - gonorrhoeae Coccobaciles (germes en pédiatrie) : - Moraxella - Branhamella catarrhalis |
| Bacilles | "Listeria monocytogenes (le seul BG+ a connaître)" "corynebacteirum diphteriae" Bacillus anthracis | Enterobacteries : E. Coli (ETEC, EPEC, EHEC), Klebsiella, enterobacter, serratia, proteus, salmonella, shigella, yersinia pestis / enterocolitica Autres BGN : campylobacter, heliicobacter pilori et jejuni, vibrio cholerae, pasteurella, haemophilius influenzae HACEK (Haemophilus, Actinobacillus, Cardiobacterium, Eikenella, Kingella) bordetella pertussis, legionella (intracellulaire facultatives) morsures griffures : Bartonella henselae, Francisella tularensis (griffe du chat) pseudomonas (à part) |

### C3G efficacité - Bactéries anaérobies
L'information du spectre d'efficacité de l'antibiotique est à titre indicatif (en particulier pour les étudiants en médecine), si vous devez prescrire des antibiotiques, veuillez vous référer aux recommandations officielles.
|          | Gram + | Gram - |
| Bacilles | Clostridium (principaux BG+ anaerobies): tetani, botulinum, perfringens, difficile propionibacterium acnes actinomyces | bacteroides fragilis fusobacterium morsures griffures : Pasteurella multocida (chien, anaerobie facultative) |
| Cocci    | Peptostreptoccucs sp.                                                                                                  | |

### C3G efficacité - Autres bactéries
L'information du spectre d'efficacité de l'antibiotique est à titre indicatif (en particulier pour les étudiants en médecine), si vous devez prescrire des antibiotiques, veuillez vous référer aux recommandations officielles.
| Intracellulaires | Spirochètes (bactéries hélicoïdales Gram -)                    | Mycobacteries = BAAR                                        | Nocardia             |
| --- | -------------------------------------------------------------- | ----------------------------------------------------------- | -------------------- |
| chlamydia (trachomatis, psitacci, pneumoniae) mycoplasme (pulmonaire), ureaplasma urealyticum (uro genital) rickettsia | treponema (pallidum ) borrelia (burgdorferi = lyme) Leptospira | tuberculosis Leprae mycobacteries atypiques (avium, xenopi) | Pneumoystis joriveci |

| Germes Intracellulaires facultatifs | Germes Intracellulaires obligatoires |
| --- | --- |
| legionella (BGN aerobie) bordetella pertussis : coqueluche (BGN aerobie) Mycobacterium tuberculosis: tuberculose (mycobacterie) Salmonella typhi: fièvre typhoïde (BGN aerobie) Brucella sp: brucellose (?) Legionella pneumophila: légionellose (BGN aerobie) Listeria monocytogenes: listériose (BG+ aerobie) Francisella tularensis: tularémie (?) | Mycobacterium leprae: lèpre (mycobacterie) Rickettsia sp: fièvre boutonneuse, typhus Coxiella burnetii: fièvre Q Chlamydia trachomatis: trachome, pneumopathies (intracellulaire) |